# コートジボワールの国章
コートジボワールの国章（コートジボワールのこくしょう）は、2001年にデザインが変更されている。
黄色から白へのグラデーションの盾の中に象の頭部が描かれ、盾の左右にはヤシの木、上部には太陽がそれぞれ描かれている。下部には国名のRépublique de Côte d'Ivoireが記されている。コートジボワールの国章のなかで特徴的な事は、象の頭部が中心に描かれているということである。象は「象牙海岸」という日本名でも知られるように、コートジボワールにとって歴史的・文化的に重要なシンボルである。太陽は伝統的に「新たな始まり」を意味している。

1997–2001年の国章
2001–2011年の国章